# Molí Vell del Riu
El Molí Vell del Riu fou un molí situat en el terme municipal de Moià, a la comarca del Moianès.
Està situat al nord-est de la vila de Moià, a prop i a ponent de la masia del Riu, a l'esquerra del torrent Mal del Riu. És en el vessant nord-oest del Serrat de Picanyol.
Actualment l'edifici està enrunat i desplaçat lateralment per un corriment de terres.